# CPM
CPM (англ. Carboxypeptidase M) – білок, який кодується однойменним геном, розташованим у людей на короткому плечі 12-ї хромосоми. Довжина поліпептидного ланцюга білка становить 443 амінокислот, а молекулярна маса — 50 514.
| 10         |  | 20         |  | 30         |  | 40         |  | 50         |
| ---------- |  | ---------- |  | ---------- |  | ---------- |  | ---------- |
| MDFPCLWLGL |  | LLPLVAALDF |  | NYHRQEGMEA |  | FLKTVAQNYS |  | SVTHLHSIGK |
| SVKGRNLWVL |  | VVGRFPKEHR |  | IGIPEFKYVA |  | NMHGDETVGR |  | ELLLHLIDYL |
| VTSDGKDPEI |  | TNLINSTRIH |  | IMPSMNPDGF |  | EAVKKPDCYY |  | SIGRENYNQY |
| DLNRNFPDAF |  | EYNNVSRQPE |  | TVAVMKWLKT |  | ETFVLSANLH |  | GGALVASYPF |
| DNGVQATGAL |  | YSRSLTPDDD |  | VFQYLAHTYA |  | SRNPNMKKGD |  | ECKNKMNFPN |
| GVTNGYSWYP |  | LQGGMQDYNY |  | IWAQCFEITL |  | ELSCCKYPRE |  | EKLPSFWNNN |
| KASLIEYIKQ |  | VHLGVKGQVF |  | DQNGNPLPNV |  | IVEVQDRKHI |  | CPYRTNKYGE |
| YYLLLLPGSY |  | IINVTVPGHD |  | PHITKVIIPE |  | KSQNFSALKK |  | DILLPFQGQL |
| DSIPVSNPSC |  | PMIPLYRNLP |  | DHSAATKPSL |  | FLFLVSLLHI |  | FFK        |

A: Аланін

C: Цистеїн

D: Аспарагінова кислота

E: Глутамінова кислота

F: Фенілаланін

G: Гліцин

H: Гістидин

I: Ізолейцин

K: Лізин

L: Лейцин

M: Метіонін

N: Аспарагін

P: Пролін

Q: Глутамін

R: Аргінін

S: Серин

T: Треонін

V: Валін

W: Триптофан

Кодований геном білок за функціями належить до гідролаз, протеаз, металопротеаз, карбоксипептидаз. 
Білок має сайт для зв'язування з іонами металів, іоном цинку. 
Локалізований у клітинній мембрані, мембрані.